# Saskatoon Nutana (circonscription saskatchewanaise)
Pour les articles homonymes, voir Saskatoon (homonymie) et Nutana.
Circonscription électorale provinciale du Canada
Saskatoon Nutana (auparavant Saskatoon Nutana Centre (1967-1975)) est une circonscription électorale provinciale de la Saskatchewan au Canada. Elle est représentée à l'Assemblée législative de la Saskatchewan depuis 1967.

## Géographie
Le territoire de la circonscription contient le quartier de Nutana (en) au centre-sud de Saskatoon.

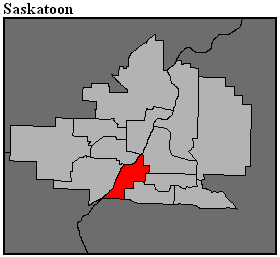
Frontière de la circonscription en 2016.
Frontière de la circonscription en 2022.

## Liste des députés
| Parlement                                  | Années                                     | Député                                     | Député                                     | Parti                                      |
| Saskatoon Nutana Centre                    | Saskatoon Nutana Centre                    | Saskatoon Nutana Centre                    | Saskatoon Nutana Centre                    | Saskatoon Nutana Centre                    |
| Circonscription issue de Saskatchewan City | Circonscription issue de Saskatchewan City | Circonscription issue de Saskatchewan City | Circonscription issue de Saskatchewan City | Circonscription issue de Saskatchewan City |
| ------------------------------------------ | ------------------------------------------ | ------------------------------------------ | ------------------------------------------ | ------------------------------------------ |
| 16e                                        | 1967–1971                                  |                                            | Clarence Estey (en)                        | Libéral                                    |
| 17e                                        | 1971–1975                                  |                                            | Wesley Albert Robbins (en)                 | Néo-démocrate                              |
| Saskatoon Nutana                           |                                            |                                            |                                            |                                            |
| 18e                                        | 1975–1978                                  |                                            | Wesley Albert Robbins (en)                 | Néo-démocrate                              |
| 19e                                        | 1978–1982                                  |                                            | Wesley Albert Robbins (en)                 | Néo-démocrate                              |
| 20e                                        | 1982–1986                                  |                                            | Evelyn Bacon (en)                          | Progressiste-conservateur                  |
| 21e                                        | 1986–1991                                  |                                            | Pat Atkinson                               | Néo-démocrate                              |
| 22e                                        | 1991–1995                                  | Herman Rolfes                              |                                            | Néo-démocrate                              |
| 23e                                        | 1995–1999                                  | Pat Atkinson                               |                                            | Néo-démocrate                              |
| 24e                                        | 1999–2003                                  | Pat Atkinson                               |                                            | Néo-démocrate                              |
| 25e                                        | 2003–2007                                  | Pat Atkinson                               |                                            | Néo-démocrate                              |
| 26e                                        | 2007–2011                                  | Pat Atkinson                               |                                            | Néo-démocrate                              |
| 27e                                        | 2011–2016                                  | Cathy Sproule                              |                                            | Néo-démocrate                              |
| 28e                                        | 2016–2020                                  | Cathy Sproule                              |                                            | Néo-démocrate                              |
| 29e                                        | 2020–2024                                  | Erika Ritchie                              |                                            | Néo-démocrate                              |
| 30e                                        | 2024–en cours                              | Erika Ritchie                              |                                            | Néo-démocrate                              |